# Axelle Crevier
Axelle Crevier, född 22 mars 1997 i Montréal, är en kanadensisk vattenpolospelare som ingick i Kanadas damlandslag i vattenpolo vid olympiska sommarspelen 2020 och 2024. Hon tog silver vid panamerikanska spelen 2019 och 2023.
Crevier är dotter till vattenpolospelaren och -domaren Marie-Claude Deslières som ingick i Kanadas landslag vid olympiska sommarspelen 2000.